# Luxembourg aux Jeux olympiques
Le Luxembourg a participé à 25 Jeux d'été et à 9 Jeux d'hiver. Le pays a gagné 1 médaille d'or, 3 médailles d'argent et aucune médaille de bronze depuis 1900.

## Histoire
Le Luxembourg participe officiellement à ses premiers Jeux Olympiques d'été en 1912 à Stockholm, ne manquant depuis aucune édition hormis celle de 1932 à Los Angeles. Le pays a également concouru à ses premiers Jeux d'hiver en 1928 à Saint Moritz, prenant part à 9 éditions depuis.
Le Luxembourg a décroché deux médailles aux Jeux d'été : une en argent grâce à l'haltérophile Joseph Alzin en 1920 à Anvers, et une en or grâce à l'athlète Josy Barthel sur 1 500 m en 1952 à Helsinki. Toutefois, l'hymne luxembourgeois n'a pas retenti à cette occasion car l'orchestre ne possédait pas la partition. Un autre Luxembourgeois, Michel Théato, remporta le marathon olympique à Paris en 1900 mais celui-ci concourait pour la France à cette époque. Le Luxembourg n'a jamais réclamé cette médaille et le CIO a confirmé la victoire "française" à la fin du XXe siècle.
Le pays a par ailleurs obtenu deux médailles d'argent aux Jeux d'hiver en 1992 à Albertville grâce à Marc Girardelli, skieur alpin autrichien naturalisé luxembourgeois.

## Tableau des médailles

### Par année
| Année | Médaille d'or, Jeux olympiques | Médaille d'argent, Jeux olympiques | Médaille de bronze, Jeux olympiques | Total             |
| 1900  | 1                              | 0                                  | 0                                   | 0                 |
| 1904  | N'a pas participé              | N'a pas participé                  | N'a pas participé                   | N'a pas participé |
| 1908  | N'a pas participé              | N'a pas participé                  | N'a pas participé                   | N'a pas participé |
| 1912  | 0                              | 0                                  | 0                                   | 0                 |
| 1920  | 0                              | 1                                  | 0                                   | 1                 |
| 1924  | 0                              | 0                                  | 0                                   | 0                 |
| 1928  | 0                              | 0                                  | 0                                   | 0                 |
| 1932  | N'a pas participé              | N'a pas participé                  | N'a pas participé                   | N'a pas participé |
| 1936  | 0                              | 0                                  | 0                                   | 0                 |
| 1948  | 0                              | 0                                  | 0                                   | 0                 |
| 1952  | 1                              | 0                                  | 0                                   | 1                 |
| 1956  | 0                              | 0                                  | 0                                   | 0                 |
| 1960  | 0                              | 0                                  | 0                                   | 0                 |
| 1964  | 0                              | 0                                  | 0                                   | 0                 |
| 1968  | 0                              | 0                                  | 0                                   | 0                 |
| 1972  | 0                              | 0                                  | 0                                   | 0                 |
| 1976  | 0                              | 0                                  | 0                                   | 0                 |
| 1980  | 0                              | 0                                  | 0                                   | 0                 |
| 1984  | 0                              | 0                                  | 0                                   | 0                 |
| 1988  | 0                              | 0                                  | 0                                   | 0                 |
| 1992  | 0                              | 0                                  | 0                                   | 0                 |
| 1996  | 0                              | 0                                  | 0                                   | 0                 |
| 2000  | 0                              | 0                                  | 0                                   | 0                 |
| 2004  | 0                              | 0                                  | 0                                   | 0                 |
| 2008  | 0                              | 0                                  | 0                                   | 0                 |
| 2012  | 0                              | 0                                  | 0                                   | 0                 |
| 2016  | 0                              | 0                                  | 0                                   | 0                 |
| 2020  | 0                              | 0                                  | 0                                   | 0                 |
| 2024  | 0                              | 0                                  | 0                                   | 0                 |
| Total | 2                              | 1                                  | 0                                   | 3                 |

| Année | Médaille d'or, Jeux olympiques | Médaille d'argent, Jeux olympiques | Médaille de bronze, Jeux olympiques | Total             |
| 1928  | 0                              | 0                                  | 0                                   | 0                 |
| 1932  | N'a pas participé              | N'a pas participé                  | N'a pas participé                   | N'a pas participé |
| 1936  | 0                              | 0                                  | 0                                   | 0                 |
| 1948  | N'a pas participé              | N'a pas participé                  | N'a pas participé                   | N'a pas participé |
| 1952  | N'a pas participé              | N'a pas participé                  | N'a pas participé                   | N'a pas participé |
| 1956  | N'a pas participé              | N'a pas participé                  | N'a pas participé                   | N'a pas participé |
| 1960  | N'a pas participé              | N'a pas participé                  | N'a pas participé                   | N'a pas participé |
| 1964  | N'a pas participé              | N'a pas participé                  | N'a pas participé                   | N'a pas participé |
| 1968  | N'a pas participé              | N'a pas participé                  | N'a pas participé                   | N'a pas participé |
| 1972  | N'a pas participé              | N'a pas participé                  | N'a pas participé                   | N'a pas participé |
| 1976  | N'a pas participé              | N'a pas participé                  | N'a pas participé                   | N'a pas participé |
| 1980  | N'a pas participé              | N'a pas participé                  | N'a pas participé                   | N'a pas participé |
| 1984  | N'a pas participé              | N'a pas participé                  | N'a pas participé                   | N'a pas participé |
| 1988  | 0                              | 0                                  | 0                                   | 0                 |
| 1992  | 0                              | 2                                  | 0                                   | 2                 |
| 1994  | 0                              | 0                                  | 0                                   | 0                 |
| 1998  | 0                              | 0                                  | 0                                   | 0                 |
| 2002  | N'a pas participé              | N'a pas participé                  | N'a pas participé                   | N'a pas participé |
| 2006  | 0                              | 0                                  | 0                                   | 0                 |
| 2010  | N'a pas participé              | N'a pas participé                  | N'a pas participé                   | N'a pas participé |
| 2014  | 0                              | 0                                  | 0                                   | 0                 |
| 2018  | 0                              | 0                                  | 0                                   | 0                 |
| 2022  | 0                              | 0                                  | 0                                   | 0                 |
| Total | 0                              | 2                                  | 0                                   | 2                 |

### Par sport
| Place | Sport         | Médaille d'or, Jeux olympiques | Médaille d'argent, Jeux olympiques | Médaille de bronze, Jeux olympiques | Total |
| 1     | Athlétisme    | 2                              | 0                                  | 0                                   | 1     |
| 2     | Haltérophilie | 0                              | 1                                  | 0                                   | 1     |
| Total | Total         | 2                              | 1                                  | 0                                   | 3     |

| Place | Sport     | Médaille d'or, Jeux olympiques | Médaille d'argent, Jeux olympiques | Médaille de bronze, Jeux olympiques | Total |
| 1     | Ski alpin | 0                              | 2                                  | 0                                   | 2     |
| Total | Total     | 0                              | 2                                  | 0                                   | 2     |